# مورس (تگزاس)
مورس (به انگلیسی: Morse) یک منطقهٔ مسکونی در ایالات متحده آمریکا است که در شهرستان هانسفورد، تگزاس واقع شده‌است. مورس ۱٫۴ کیلومتر مربع مساحت و ۱۴۷ نفر جمعیت دارد و ۹۷۷ متر بالاتر از سطح دریا واقع شده‌است.